# Leonardo Leo
Pour les articles homonymes, voir Leo.
Leonardo Ortensio Salvatore de Leo, connu sous le nom abrégé de Leonardo Leo (né le 5 août 1694 à San Vito degli Schiavoni, devenu San Vito dei Normanni, dans l'actuelle province de Brindisi, qui fait alors partie du royaume de Naples et mort à Naples le 31 octobre 1744) est un compositeur de musique baroque italien.

## Biographie
En 1703, Leonardo Leo commence ses études au Conservatoire de la Pietà dei Turchini à Naples, où il est l'élève de Francesco Provenzale puis de Nicola Fago. On suppose qu'il a aussi été l'élève de Giuseppe Ottavio Pitoni et d'Alessandro Scarlatti mais cela n'est pas attesté bien que ses compositions aient été sans aucun doute influencées par eux. Sa première œuvre connue est un drame sacré L'infedelta abbattuta, donnée par ses étudiants en 1712.
En 1714, il donne au théâtre de la cour un opéra, Pisistrato, qui est très apprécié. Il occupe divers postes à la chapelle royale et continue à écrire pour la scène et parallèlement à enseigner au conservatoire. Après avoir ajouté des scènes comiques au Bajazet de Francesco Gasparini, donné en 1722 à Naples, il compose en 1723 un opéra-comique, La ’mpeca scoperta (en napolitain).
Son opera buffa (opéra bouffe) le plus célèbre est Amor vuol sofferenza (1739), plus connu sous le nom de La Finta Frascatana (La fausse frascatane) et dont Charles de Brosses a fait l'éloge. Il y a aussi Diana Amante, très fin. Mais il est aussi reconnu comme un compositeur d’opera seria : Demofoônte (1735), Farnace (1737) et L'Olimpiade (1737) sont ses œuvres les plus connues pour le théâtre. Leo a aussi composé de la musique sacrée. Il est mort d'un accident vasculaire cérébral alors qu'il avait entamé la composition de nouveaux airs pour une reprise de La Finta Frascatana.
Leo est le premier compositeur de l'école napolitaine à maîtriser complètement le contrepoint harmonique moderne. Sa musique sacrée est magistrale et digne, plus logique que passionnée ; on n'y trouve pas l'affectivité présente dans l'œuvre de Francesco Durante et de Pergolèse. Ses opere serie (opéras « sérieux ») ont un style plutôt froid et sévère mais dans ses opéras-comiques il montre un fin sens de l'humour.
Pour le clavecin il compose 14 toccate dont le manuscrit original est conservé à la Biblioteca del Conservatorio di Napoli (Bibliothèque du Conservatoire de Naples).
Un exemple caractéristique de sa musique sacrée est le psaume 109, Dixit Dominus, en do, édité par Charles Villiers Stanford et publié par Novello. Plusieurs de ses compositions sont disponibles dans des éditions modernes.

## Œuvres

### Opéras
Leo a composé 60 opéras, dont :
- L'infedeltà abbattuta (1712)
- Il Pisistrato (13 mai 1714)
- Sofonisba (22 janvier 1718)
- Caio Gracco (19 avril 1720)
- Arianna e Teseo (26 novembre 1721)
- Baiazete, imperator dei Turchi (28 août 1722)
- Diana Amante (Diane amoureuse)
- Timocrate (1723, Venise)
- Leonardo Leo, caricature de Pier Leone Ghezzi, 1726La'mpeca scoperta (13 décembre 1723)

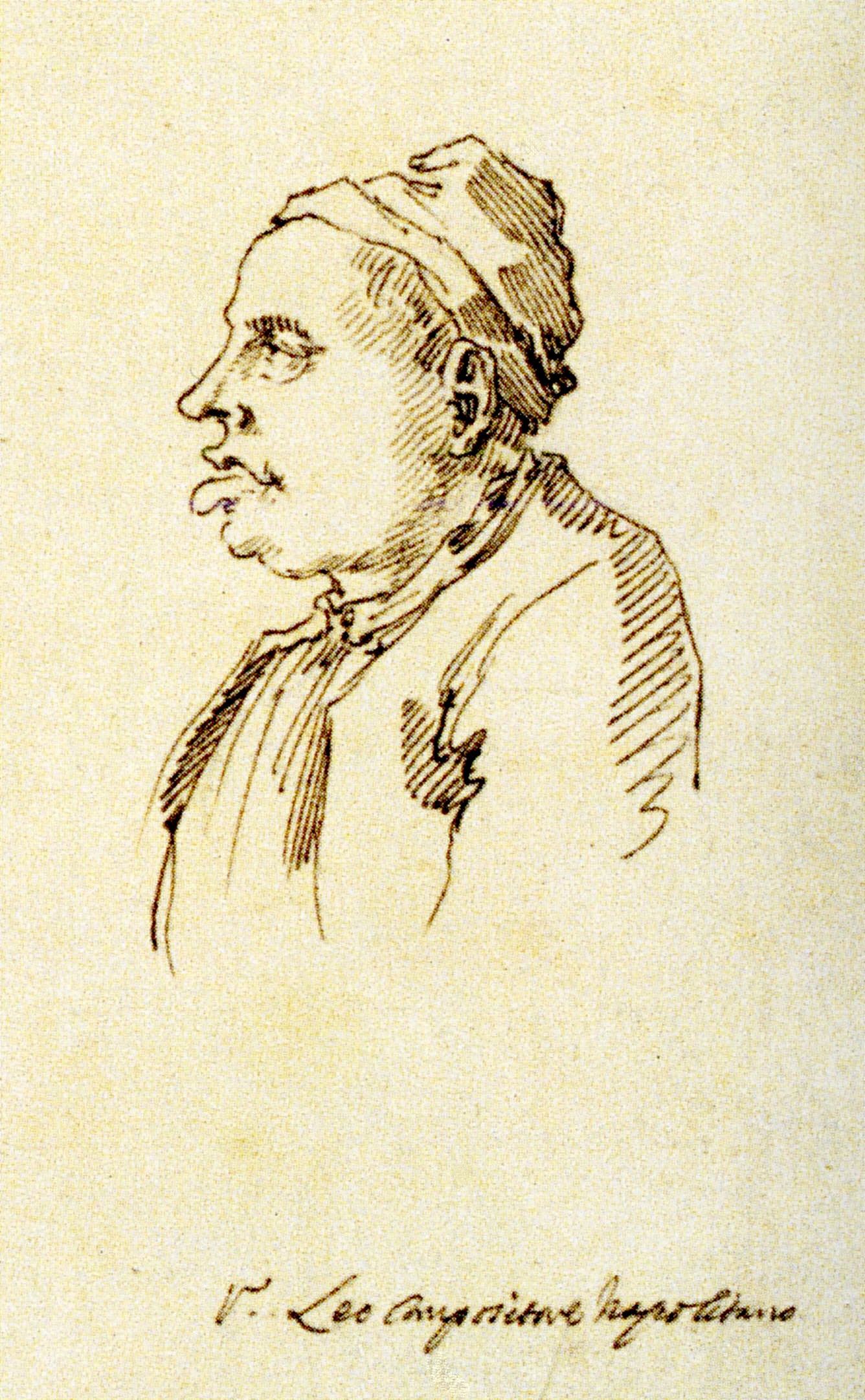
Leonardo Leo, caricature de Pier Leone Ghezzi, 1726

- Il Turco Aricino (avec Leonardo Vinci, 1724)
- L'amore fedele (L'Amour fidèle, 25 avril 1724)
- Lo pazzo aposta (26 août 1724)
- Il trionfo di Camilla, Regina de' Volsci (Le Triomphe de Camille reine des Volsques, 8 janvier 1726, Rome)
- Orismene, ovvero Dalli segni l'amore (16 janvier 1726)
- La semmiglianza de chi l'ha fatta (automne 1726)
- Lo matrimonio annascuso (1727)
- Il Cid (Le Cid, 19 février 1727, Rome)
- La pastorella commattuta (automne 1727)
- Argene (17 janvier 1728, Venise)
- Catone in Utica (1729, Venise)
- La schiava per amore (L'esclave par amour, 1729)
- Semiramide (2 février 1730)
- Rosmene (été 1730)
- Evergete (1731, Rome)
- Demetrio (1er octobre 1732)
- Amor vuol sofferenza (L'amour veut la souffrance, 1733, Naples)
- Nitocri, regina d'Egitto (4 novembre 1733)
- Il castello d'Atlante (Le château d'Atlante, 4 juillet 1734)
- La clemenza di Tito (1735, Venise)
- Demofoônte (20 janvier 1735, acte I de D. Sarra, acte II de F. Mancini, acte III de Leo, intermèdes de G. Sellitti)
- Demetrio (10 décembre 1735, version différente celle de 1732)
- Onore vince amore (L'Honneur vainqueur de l'Amour, 1736)
- Farnace (Pharnace II, 19 décembre 1736)
- L'amico traditore (L'ami traître, 1737)
- Siface (Syphax, 11 mai 1737, Bologne, version révisée Viriate, Pistoia, 1740)
- La simpatia del sangue (automne 1737)
- L'Olimpiade (19 décembre 1737)
- Il conte (1738)
- Le nozze di Psiche e Amore (Le Noces de Psyché et Amour) composé à l'occasion du mariage du Roi Charles III avec Marie-Amélie de Saxe.
- Il Ciro riconosciuto (Cyrus reconnu, 1739, Turin)
- Amor vuol sofferenze (automne 1739, version révisée La finta frascatana, automne 1744)
- Achille in Sciro (Achille à Skýros, 1740, Turin)
- Scipione nelle Spagne (Scipion dans les pays d'Espagne, 1740, Milan)
- L'Alidoro (été 1740)
- Demetrio (19 décembre 1741, version différente des précédentes)
- L'ambizione delusa (L'ambition déçue, 1742)
- Andromaca (4 novembre 1742)
- Il fantastico, od il nuovo Chisciotte (1743, version révisée 1748)
- Deceballo (1743)
- Vologeso, re dei Parti (1744, Turin)
- La fedelta odiata (La fidélité haïe, 1744)

### Oratorio(s)
- Il trionfo della castità di Sant'Alessio (Le Triomphe de la chasteté de saint Alexis, 1712, Naples)
- Dalla morte alla vita di Santa Maria Maddalena (22 juillet 1722, Atrani)
- Oratorio per la Santissima Vergine del Rosario (Oratorio pour la Très Sainte Vierge du Rosaire, 1er octobre 1730, Naples)
- Sant'Elena al Calvario (Sainte Hélène au Calvaire, 1732, Naples)
- La morte d'Abel (La Mort d'Abel, 1738, Bologne)
- San Francesco di Paola nel deserto (Saint François de Paule au désert, 1738, Lecce)

### Musique religieuse
- Ave Maria
- Miserere
- Salve Regina

Cette dernière pièce se distingue particulièrement par sa profondeur d'expression ainsi que par son écriture harmonique et contrapuntique particulièrement élaborées.

### Musique instrumentale
- 6 concerti pour violoncelle (1737-38)
- 1 concerto pour 4 violons
- 2 concerti pour flûte
- Toccate per cembalo (14 toccates [14 toccatas] pour clavecin)